# 4.ª División SS Polizei
La 4.ª División SS Polizei fue una unidad de las Waffen-SS que tomó como base para sus tropas a la Ordnungspolizei (la Policía civil uniformada) y reservistas de la Allgemeine-SS. Con un entrenamiento pobre y un peor equipamiento que el resto de las divisiones de las Waffen-SS, durante la mayor parte de la guerra se dedica a tareas de ocupación, centrándose en tareas policiales y antipartisanas en los territorios ocupados. Hasta febrero de 1942, no se la consideró integrante de las Waffen-SS, pasando a estar integrada en ellas a partir de entonces.

## Historial operativo

### Orígenes
Una de las fuentes de reclutamiento del Reichsführer Himmler era la Ordnungspolizei, el brazo uniformado de la Ley en la Alemania del Tercer Reich. Antes de la toma del poder por los nazis en 1933 no existía una organización central de policía en Alemania, contando cada Länder con sus propias fuerzas; las unidades de policía uniformada estaban conformadas por la Schutzpolizei en las ciudades y la Landespolizei y la Gendarmerie en las áreas rurales. En 1933, Wilhelm Frick propuso que todas las unidades de policía en Alemania quedaran bajo el control del ministerio del Interior, pero la unificación sólo se produjo cuando Heinrich Himmler se convirtió en el Chef der Deutschen Polizei en 1936.
Después del nombramiento de Adolf Hitler como Canciller del Reich en 1933, Himmler fue nombrado jefe de policía en Baviera, posición que utilizó para colocar todas las agencias de seguridad de Alemania bajo el control de las SS. La policía uniformada fue colocada bajo el control de la Hauptamt Ordungspolizei, al mando de Kurt Daluege, mientras los detectives de la Kriminalpolizei y la policía secreta de la Gestapo quedaron como parte de la Sicherheitspolizei o Sipo bajo el mando de Heydrich. El 17 de junio de 1936 el Reichsführer SS tomó el control de las fuerzas de policía en toda Alemania, ordenando el traspaso de 15.000 miembros de la Ordungspolizei para la constitución de una nueva división. Nació así la Division Polizei del Truppenübungsplatz Wandern, cerca de la Selva Negra, no siendo parte estrictamente en esta época de las SS.
La unidad se utilizó en Polonia como tropas de ocupación, empezando a recibir instrucción militar intensiva en febrero de 1940. Por esta época la unidad estaba constituida por hombres de mayor edad, menos inspirados ideológicamente que las unidades de las SS y estaba parcialmente equipada con equipo obsoleto y armamento capturado al enemigo.

### Campaña de Francia
El 9 de mayo todas las unidades de las fuerzas armadas alemanas recibieron la palabra clave Danzig, que puso en marcha el plan de invasión de Francia y los Países Bajos. Un poco después de las 2:30 a. m. del 10 de mayo de 1940, 64 hombres cruzaron la frontera de Holanda, constituyendo la punta de lanza del ataque a los Países Bajos. Tres horas más tarde tropas de paracaidistas se lanzaban sobre el fuerte Eben-Emael, aterrizando en el techo de las fortificaciones.
A las 5:45, las 30 divisiones de infantería del Grupo de Ejércitos B del General Fedor von Bock se encaminaban hacia los Países Bajos. En el centro del dispositivo alemán, las 44 divisiones del Grupo de Ejércitos A del general Von Rundstedt penetraron a través de Las Ardenas, utilizando como punta de lanza las divisiones Panzer del general Ewald von Kleist. El Grupo de Ejércitos C, al mando del general Wilhelm Ritter von Leeb se ubicó frente a las fortificaciones de la Línea Maginot con el fin de inmovilizar a los 400.000 soldados franceses de la guarnición. El componente principal de las Waffen SS participó en la operación. La Leibstandarte SS Adolf Hitler se destinó al flanco derecho de la 227.ª División de Infantería en las fuerzas de von Bock, que también controlaba las divisiones SS-VT. La división Totenkopf formó parte de las reservas de Rundstedt, mientras que la división Polizei se asignó al Grupo de Ejércitos C, donde permaneció inactiva durante un mes después del ataque.
El 10 de junio la unidad cruzó el río Aisne y el Canal de Las Ardenas con el Grupo de Ejércitos A. La división se encontró enzarzada en arduos combates con las unidades francesas y después de asegurar sus objetivos se envió al bosque de Argonne, en él persiguió unidades francesas en retirada y capturó la ciudad de Les Jalettes. Más tarde es retirada del frente de combate y pasa a la reserva.

### Operación Barbarroja
El 22 de junio de 1941, la división se asignó al Frente del Este, a la reserva del Grupo de Ejércitos Norte; este grupo estaba formado por dos ejércitos de infantería con cinco divisiones y por el 4.º Grupo Panzer con tres divisiones blindadas y tres unidades de infantería motorizada. La Polizei no entró en combate durante los dos primeros meses de la lucha. En agosto de 1941, finalmente participó en la lucha en el sector de la cabeza de puente de Luga, donde perdió más de dos mil hombres en los combates con las unidades soviéticas; después de Luga, la unidad fue trasladada a la zona de Leningrado. En el periodo de enero a marzo de 1942, entró en acción en el área del río Vóljov y participó en la destrucción del 2.º Ejército de Choque soviético. A finales de enero de 1942, durante los duros combates en el área de Leningrado, la unidad ingresó en las Waffen SS y recibió el nombre de SS-Division Polizei. Permaneció asignada al 18.º Ejército hasta julio de 1942. En enero de 1943, la división se hallaba destinada al sur del lago Ládoga, donde fue objeto de duros contraataques soviéticos, en el curso de la operación Chispa que consiguió levantar parcialmente el sito de Leningrado, al abrir un estrecho corredor terrestre al sur del lago Ládoga, en el sector de Schlusselburg, cerca de la 170.ª División de Infantería. La unidad retrocedió y se ubicó a principios de febrero de 1943 en una posición al oeste de Kopino; en esos momentos, se hallaba reducida a un grupo de batalla (kampfgruppe) mientras que la mayoría de los componentes de la unidad se enviaban al oeste con el fin de convertirlos en una división de Panzergrenadier. El Kampfgruppe Polizei quedó disuelto en el Frente Oriental en abril de 1943. A mediados de 1943, fue transferida al LIV Cuerpo de Ejército.

### Grecia y los Balcanes
En abril de 1943, la división recibe el nombre de SS Division Panzergrenadier Polizei con la conformación de los regimientos 1° y 2° en Cracovia, Polonia. Ambos regimientos son enviados a los Balcanes a mediados de julio de 1943 donde son asignados al Grupo de Ejércitos E, la división arriba a Tesalónica en diciembre de 1943. Después de la invasión de Grecia en 1941, el país es dividido entre Alemania, Italia y Bulgaria, con las fuerzas alemanas ocupando las áreas estratégicas de Atenas, Tesalónica, Macedonia Central y algunas de las islas del Egeo. La responsabilidad de la seguridad interna le es asignada a la Wehrmacht que está interesada principalmente en mantener abiertas las líneas de comunicación hacia los puertos griegos con el fin de enviar suministros a las tropas alemanas en el Norte de África, pero después de la caída de Túnez las tropas alemanas son empleadas principalmente en operaciones antipartisanos. 
El incremento de las acciones partisanas en los Balcanes conllevó ejecuciones en masa de la población civil. La 4.ª SS Division Panzergrenadier Polizei participó en operaciones antipartisanas en Grecia entre enero y septiembre de 1944, antes de que los avances soviéticos en el Frente del Este llevasen al aislamiento del Grupo de Ejércitos E en los Balcanes. En septiembre y octubre de 1944, la división se retiró a través de Yugoslavia y el sur de Rumania entablando combates alrededor de Belgrado. Continuó con sus operaciones antipartisanas en el Banato, la región situada en los límites de Serbia, Rumanía y Hungría.

### Prusia
En enero de 1945 la prioridad del Ejército soviético era expulsar a los alemanes de Polonia y avanzar en los territorios alemanes de Sajonia y Prusia. El 1.er Frente Bielorruso del mariscal Zhukov se dirigió rumbo a Poznan, mientras las unidades bajo el mando del mariscal Konev encauzaban su asalto hacia Breslavia, en el sur. Las unidades soviéticas contaban con más de un millón de hombres, treinta mil cañones y siete mil tanques a los que se oponía el Grupo de Ejércitos Centro con cuatrocientos mil hombres y cerca de mil tanques; los alemanes contaban además con cerca de quinientos ochenta mil hombres en el este de Prusia. En enero de 1945 la unidad pasó a Eslovaquia; más tarde se la envió al norte, con el fin de unirse a las fuerzas alemanas que se hallaban en la costa del Báltico. Una vez instalada en la Pomerania como parte del 11.º Ejército Panzer-SS del obergruppenführer Felix Steiner, entró en acción contra el Ejército rojo que avanzaba en la zona; después de una serie de combates, la 4.ª Division SS pasó a Danzig, donde quedó atrapada cuando el Ejército soviético rodeó la ciudad. Después de fieros combates en el río Vístula, la división fue transportada a través de la península de Hela, se la evacuó por mar hacia Swinemünde en abril de 1945 y combatió en el Frente del Oder al norte de Berlín. Se envió a los heridos a Copenhague junto con la 1.ª Compañía Médica. La unidad se rindió finalmente a los americanos en mayo cerca de Wittenberge-Lenzen.

## Comandantes
- Teniente General Honrad Hitschler, (Oct. 39 - Sep. 1940)

- SS-Gruppenführer Karl Pfeffer-Wildenbruch, (Sep. – Nov. 1940)

- SS-Gruppenführer Arthur Mülverstedt, (Nov. 40 – Ago. 1941)

- SS-Obergruppenführer Walter Krüger, (Ago. – Dic. 1941)

- Coronel General Alfred Wünnenberg, (Dic. 41 – Abr. 1943)

- SS-Brigadeführer Fritz Freitag, (Abr. – Jun. 1943)

- SS-Brigadeführer Fritz Schmedes, (Jun. – Ago. 1943)

- SS-Brigadeführer Fritz Freitag, (Ago. – Oct. 1943)

- SS-Oberführer Friedrich-Wilhelm Bock, (Oct. 43 – Abr. 1944)

- SS-Brigadeführer Jürgen Wagner, (Abr. – May. 1944)

- SS-Oberführer Friedrich-Wilhelm Bock, (May. –Jul. 1944)

- SS-Brigadeführer Herbert-Ernst Vahl, (Jul. 1944)

- SS-Brigadeführer Karl Schümers, (Jul. – Ago. 1944)

- SS-Oberführer Helmut Dörner, (Ago. 1944)

- SS-Brigadeführer Fritz Schmedes, (Ago. – Nov. 1944)

- SS-Standartenführer Walter Harzer, (Nov. 1944 – Mar. 1945)

- SS-Standartenführer Fritz Göhler, (Mar. 1945)

- SS-Standartenführer Walter Harzer, (Mar. – May. 1945)